# Аштамангала

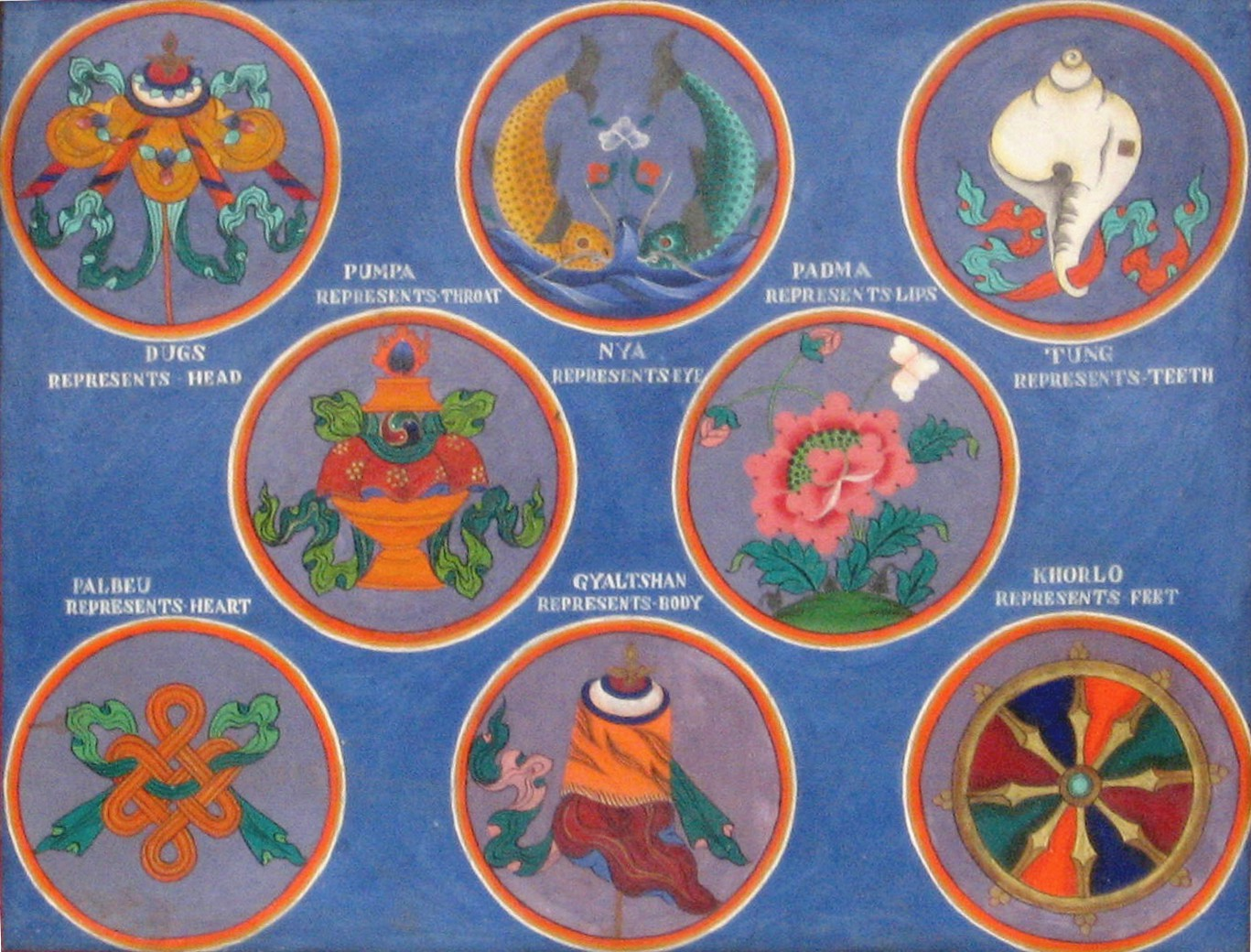
Аштамангала: первый ряд (слева направо): Благой Зонт, Золотые рыбки, Белая раковина; второй ряд: Драгоценная Ваза, Лотос; последний ряд: Бесконечный узел, Знамя победы и Колесо Дхармы.

Аштамангала — это священный набор из восьми благоприятных символов, характерный для таких религий, как индуизм, джайнизм и буддизм. Эти эмблемы, или «символические атрибуты» являются одновременно идамами и инструментами для обучения. Эти атрибуты (или энергетические структуры) не просто указывают на качества просветленного потока ума, но они являются заслугами, которые украшают эти просветленные «качества» (санскр. guna; тиб. yönten). До нашего времени дошли различные варианты состава Аштамангалы и понимания ее символизма.

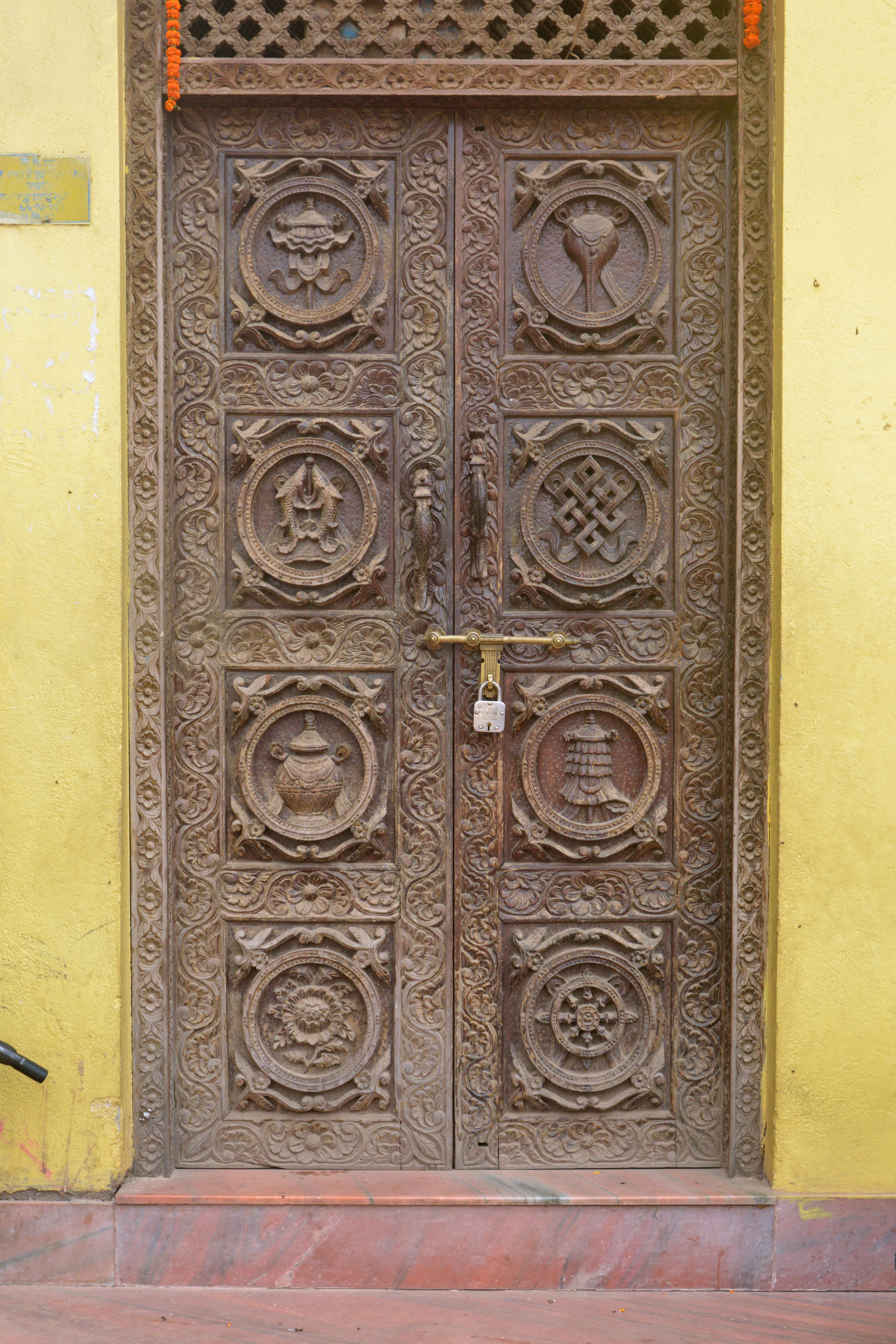
Резная деревянная дверь с восемью Благими Эмблемами (Аштамангала) в Непале

## В буддизме
Набор из восьми благих эмблем первоначально использовался в Индии на церемониях посвящения или коронации. Первоначальный состав символов включал в себя трон, свастику, отпечаток руки, рыболовный узел, вазу с драгоценностями, бутыль для воды, пару рыб, чашу с крышкой. В буддизме эти восемь благих эмблем представляют пожертвования, сделанные богами Будде Шакьямуни сразу после того, как он достиг просветления.
Тибетские буддисты используют особый набор из восьми Благих Эмблем в религиозном искусстве и украшении жилых домов. Существуют базовые интерпретации эмблем, входящих в Аштамангалу в Тибете, но они могут разниться в зависимости от толкований различных учителей:
В обще-китайском буддизме восемь благоприятных символов представляли восемь внутренних органов Будды, а в тибетском буддизме были связаны с его телом (см. таблицу).
| Символ             | Обще-китайский буддизм | Тибетский буддизм |
| ------------------ | ---------------------- | ----------------- |
| Зонт               | Селезёнка              | Голова            |
| Две золотые рыбы   | Почки                  | Глаза             |
| Сосуд сокровищ     | Желудок                | Шея               |
| Лотос              | Печень                 | Язык              |
| Раковина           | Жёлчный пузырь         | Речь              |
| Бесконечный узел   | Кишечник               | Ум                |
| Победоносное знамя | Лёгкие                 | Тело              |
| Колесо             | Сердце                 | Стопы             |

### Раковина

Шанкха

Закрученная вправо раковина символизирует красивый, глубокий, мелодичный, всепроникающий и вездесущий звук дхармы, пробуждающий учеников из глубокого сна невежества и призывающий их достичь своего собственного блага ради блага других.
Считается, что изначально раковина была трубой-рогом. В древнеиндийских мифических эпосах герои несут раковины. Согласно описаниям, индийский бог  Вишну имеет раковину как один из атрибутов; она называлась «Панчаджанья», что означает «иметь контроль над пятью классами существ».
В индуизме раковина является атрибутом бога Вишну вместе с Сударшана-чакрой. Вайшнавизм ошибочно считает, что Гаутама Будда — это аватара Вишну.

### Бесконечный узел

Бесконечный узел

Бесконечный узел (санскр. śrīvatsa) представляет собой «благоприятный знак, состоящий из петляющей ленты, символизирующей любовь». Это символ окончательного единства всего. Более того, он представляет собой переплетение мудрости и сострадания, взаимозависимость религиозной доктрины и светских дел, единство мудрости и метода, неразделимость «пустоты» (шуньята) и «взаимозависимого происхождения» (Пратитья-самутпада) и объединение мудрости и сострадания в просветление. Эта метафора узла, сети также передает буддийское учение о взаимозависимости.

### Золотые рыбки

Золотые рыбки

Две золотые рыбки (санскр. gaurmatsya) символизируют благость всех разумных существ в состоянии бесстрашия без опасности утонуть в сансаре. Две золотые рыбы связаны с Гангом и Джамной, праной и карпом:
Эти две рыбы первоначально символизировали две главные священные реки Индии - Ганг и Джамну. Эти реки связаны с лунным и солнечным каналами, которые берут начало в ноздрях и несут чередующиеся ритмы дыхания или праны. Изображение рыб имеет религиозное значение в индуистской, джайнской и буддийской традициях, но также и в христианстве (знак рыбы, кормление пяти тысяч). В буддизме рыбы символизируют счастье, потому что свободно плавают в воде. Они символизируют плодородие и изобилие. Рыбки часто рисуется в форме карпов, которые на Востоке считаются священными благодаря красоте формы, размеру и продолжительности жизни.
В исламе (живая) рыба играет важную роль в контексте встречи Мусы и Хидра.

### Лотос

Цветок лотоса, или Падма.

Цветок лотоса (санскр. padma) символизирует изначальную чистоту тела, речи и ума, парящую над мутными водами привязанности и желания. Лотос символизирует чистоту и отречение. Хотя корни лотоса находятся в грязи на дне пруда, его цветок над водой безупречен. В буддизме цветок лотоса имеет 4, 8, 16, 24, 32, 64, 100 или 1000 лепестков. Эти же числа могут относиться к «внутренним лотосам» тела, то есть к его энергетическим центрам (чакрам).

### Зонт

Зонт с драгоценными камнями

Зонтик с драгоценными камнями (санскр. chatraratna), который по своей ритуальной функции похож на балдахин или навес, символизирует защиту живых существ от вредных сил и болезней. Он представляет собой навес или небосвод и, следовательно, расширение и развертывание пространства. Соответствует стихии эфир. Зонт символизирует экспансию, разворачивание и защитное качество сахасрары: все находят прибежище в дхарме под его благим воздействием.

### Ваза

Ваза с драгоценностями

Ваза с драгоценностями (тиб. bumpa) символизирует здоровье, долголетие, богатство, процветание, мудрость и феномен пространства. Ваза с драгоценностями, или сосуд, символизирует свойство беспредельности учения Дхармы Будды: независимо от того, сколько учений он даровал, сама драгоценность никогда не умалялась.
Иконографическое изображение вазы с сокровищами часто очень похоже на кумбху, один из немногих видов имущества, которые допускаются для бхикшу в буддизме тхеравады. Урна мудрости или ваза с драгоценностями используется во многих ритуалах и посвящениях Ваджраяны.

### Колесо учения

Колесо учения

Дхармачакра, или «Колесо учения» или «Колесо закона» символизирует Гаутаму Будду и учение Дхармы. Этот символ обычно используется тибетскими буддистами, где он также иногда вбирает в себя Колесо Радости Gankyil. Непальские буддисты не включают Колесо учения в число восьми благоприятных символов.
Вместо Дхармачакры в качестве одной из благих эмблем Аштамангалы может использоваться мухобойка, символизирующая тантрические проявления. Она сделана из хвоста яка, прикрепленного к серебряному посоху, и используется в ритуальном чтении и для обмахивания божеств в пуджах. Молитвенные барабаны повторяют облик Дхармачакры.

### Знамя Победы

Знамя Победы

Знамя победы (Санскр. dhvaja) было военным штандартом в Древней Индии. Символ представляет победу Будды над четырьмя марами, или препятствиями на пути просветления. Эти препятствия — гордость, желание, беспокоящие эмоции и страх смерти. В тибетской традиции есть список из одиннадцати различных форм знамени победы, символизирующих одиннадцать конкретных методов преодоления осквернения. На крышах тибетских монастырей можно увидеть множество вариаций изображения знамени победы. Знамёна устанавливаются на четырех углах монастырских и храмовых крыш. Цилиндрические штандарты, размещенные на монастырских крышах, часто изготавливаются из меди.

### Возможные последовательности эмблем
В разных традициях Благие Эмблемы идут в разной последовательности.
Последовательность Восьми Благих Эмблем, принятая в Непальском буддизме:
1. Бесконечный узел
2. Лотос
3. Знамя Победы
4. Колесо Учения (мухобойка в непальском буддизме)
5. Ваза
6. Золотые рыбки
7. Зонт
8. Раковина

Последовательность эмблем для китайского буддизма была установлена во время династии Цин следующим образом:
1. Колесо Учения
2. Раковина
3. Знамя Победы
4. Зонт
5. Лотос
6. Ваза
7. Золотые рыбки
8. Бесконечный узел

## Аштамангала в джайнизме

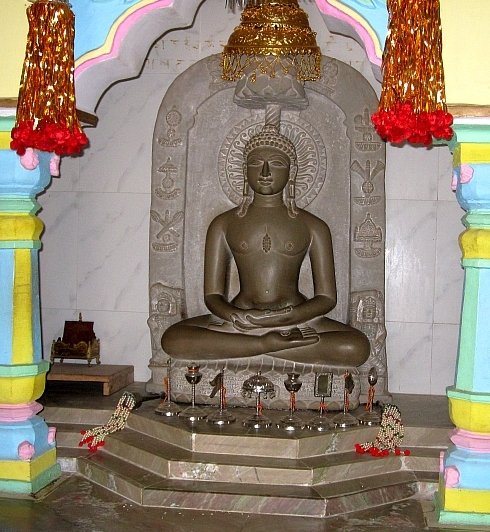
Ришабха с изображением Аштамангалы перед ним в соответствии с традицией дигамбаров

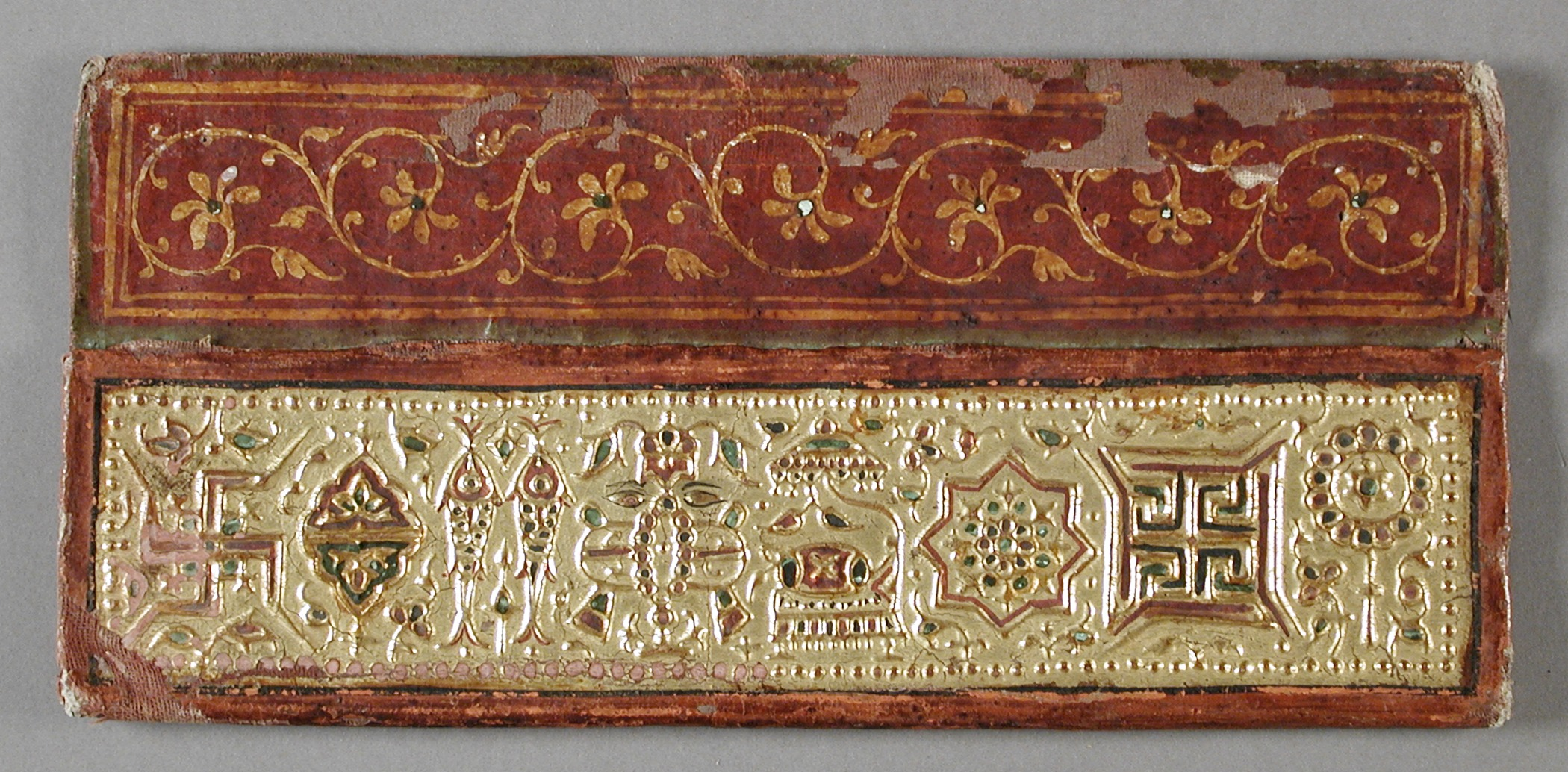
Аштамангала, согласно традиции шветамбаров, на обложке джайнской рукописи

В джайнизме существует несколько вариантов Аштамангалы. У дигамбаров, например, такой набор Благих Эмблем:
1. Зонт
2. Знамя Победы
3. Калаша
4. Мухобойка
5. Зеркало
6. Стул
7. Веер
8. Сосуд

В традиции же шветамбаров же Благие Эмблемы следующие:
1. Свастика
2. Шриватса
3. Нандаварта
4. Вардхманака (посуда для еды)
5. Бхадрасана (сидение)
6. Калаша
7. Дарпан (зеркало)
8. Золотые рыбки

## Дополнительно
- Буддийское искусство
- Буддийский символизм
- Камни мани